# Mariza (Tageszeitung)
Mariza (bulgarisch Марица) ist eine in Plowdiw erscheinende regionale Tageszeitung. Von 1880 bis 1885 war Stefan Bobtschew ihr Herausgeber.